# SpaceX CRS-13
SpaceX CRS-13 eller SpX-13 var en obemannad flygning till Internationella rymdstationen med SpaceX:s rymdfarkost Dragon. Farkosten sköts upp med en Falcon 9-raket, från Cape Canaveral SLC-40, den 15 december 2017. Farkosten dockades med rymdstationen, med hjälp av Canadarm2, den 17 december 2017.
Farkosten lämnade rymdstationen den 13 januari 2018, några timmar senare återinträdde den i jordens atmosfär och landade i Stilla havet.
Uppskjutningen var den första från SLC-40 sedan september 2016, då rampen skadades svårt, när en Falcon 9-raket exploderade under förberedelserna inför en uppskjutning.
Efter uppskjutningen lyckades SpaceX landa bärraketens första steg, på Landing Zone 1, några kilometer från uppskjutningsplatsen.